# Setor quinário
O setor quinário é, de acordo com alguns especialistas, um setor econômico que inclui os serviços sem ânimo de lucro, como a saúde, a educação, a cultura, a investigação (não remunerada), a polícia, os bombeiros, a guarda civil e  organizações não governamentais.
Uma fonte diz que o setor quinário na Austrália refere-se a atividades domésticas, tais como aquelas realizadas pelos pais na própria casa. Essas atividades normalmente não são medidas por quantias monetárias, mas é importante reconhecer essas atividades na contribuição para a economia.